# 207657 Mangiantini
207657 Mangiantini è un asteroide della fascia principale. Scoperto nel 2007, presenta un'orbita caratterizzata da un semiasse maggiore pari a 2,3926908 UA e da un'eccentricità di 0,2151033, inclinata di 2,14279° rispetto all'eclittica.